# Прохорівський заповідник
Прохорівський заповідник — один з перших природних заповідників республіканського значення, що діяли в радянській Україні в 1930-х роках. Знаходився у веденні ВУАН (Всеукраїнська академія наук). Розташований в Черкаській області в Канівському районі поблизу с. Прохорівка. Мав статус республіканського значення. Площа заповідника 25 га.

## Організація Прохорівського заповідника
Прохорівський заповідник був створений приблизно в 1931 р., в 7 км нижче Канева, ліворуч за течією Дніпра на базі садиби першого ректора Київського університету М. О. Максимовича. Професор Максимович заповідав свою садибу з садом і ділянкою лісу на Михайловій Горі Науковому товариству в Києві. Коли наприкінці 20-х років Наукове товариство було злите з Академією наук України, разом з будинками і іншим майном Академії перейшла і Михайлова гора. Можливо, із цього приводу було узгодження НКП УРСР. У вересні 1929 р. з метою організації там заповідника її обстеження зробив М. В. Шарлемань. Незабаром Академією охоронцем Михайлівської гори був призначений житель села Прохорівка хтось Іванов. Вже в 1931 р. в офіційних документах ВУАН фігурує новий заповідник — Прохорівський. Декрету РНК УРСР із цього приводу також, мабуть, не було. Прохорівський заповідник займав площу близько 25 га і включав Михайлову гору, порослу природним лісом (20 га), на березі Дніпра і саму садибу — близько 5 га.

## Діяльність Прохорівського заповідника
Професор Н. В. Шарлемань у статті «ВУАН не використовує своїх заповідників»! писав в 1932 р., що ВУАН не займається Прохорівським заповідником, що перебуває в її підпорядкуванні. З 1937 р. в заповідниках ВУАН — Гористе (Старосільський) і Прохорівський стали будуватися дачі для академіків.

## Закриття Прохорівського заповідника
АН УРСР закрила Прохорівський заповідник влітку 1949 року і перетворила його на санаторій Академії наук УРСР. Нині на Михайловій горі статус ботанічних пам'ятників природи мають дуб Шевченка і сосна Гоголя.